# Ovanåkers kyrka
Ovanåkers kyrka är en kyrkobyggnad i Ovanåker. Den är församlingskyrka i Alfta-Ovanåkers församling i Uppsala stift.

## Kyrkobyggnaden
Bygget av nuvarande stenkyrka påbörjades 1744. Nio år senare 1753 var den färdig för invigning. Ett tiotal meter söder om nuvarande kyrka stod tidigare en träkyrka som var uppförd 1622. Kyrkan består av ett rektangulärt långhus och en utbyggd sakristia vid östra sidan. Sakristian tillkom vid en ombyggnad 1801–1802 då även nordportalen bröts upp. I byggplanerna ingick även ett kyrktorn, men en söndagsmorgon 1752 rasade det nästan färdigbyggda tornet. Markförhållandena var inte de bästa beroende på den "förrädiska" Ovanåkersleran. Eftersom kyrktornet aldrig färdigställdes används en klockstapel av trä som står väster om kyrkan. Stapeln byggdes 1764–1765 av Olof Olsson, Undersvik.

## Inventarier
- Predikstolen och en altaruppsats kommer från den gamla kyrkan. Predikstolen är utsmyckad med figurer som föreställer de fyra evangelisterna. Under predikstolens tak hänger en duva som symboliserar Den Helige Ande.

### Orgel
- 1844-1845 byggde Jonas Wengström, Ovanåker en orgel med 15 stämmor, en manual och pedal. Orgeln hade även ett melodiverk. Innerverket flyttades till Edsbyns missionskyrka.
- 1908 byggde Erik Henrik Erikson, Gävle en orgel med 16 stämmor, två manualer och pedal. Orgelfasaden förändrades samma år. 1940 ombyggdes och tillbyggdes orgeln av John Vesterlund, Stockholm och hade efter byggnationen 27 stämmor, två manualer och pedal.
- Den nuvarande orgeln byggdes 1965 av Olof Hammarberg, Göteborg och är en mekanisk orgel med slejflådor. Fasaden år från 1844-1845 års orgel. Tonomfånget är på 54/30.
- 2022 försågs orgeln med ett digitalt kombinationssystem som installerades av Ingemar Oskarsson Prototypteknik, Umeå.

| Huvudverk I       | Svällverk II      | Pedal        | Koppel |
| Gedacktpommer 16' | Fugara 8´         | Subbas 16´   | I/P    |
| Principal 8´      | Gedackt 8´        | Oktava 8´    | II/P   |
| Rörflöjt 8'       | Principal 4'      | Gedakt 8´    | II/I   |
| Oktava 4'         | Koppelflöjt 4'    | Pommer 4'    |        |
| Spetsflöjt 4'     | Waldflöjt 2'      | Nachthorn 2' |        |
| Kvinta 2 2⁄3'     | Nasat 1 1⁄3'      | Mixtur III   |        |
| Oktava 2'         | Sesquialtera II   | Basun 16'    |        |
| Mixtur IV         | Scharf III        | Trumpet 4'   |        |
| Trumpet 8'        | Zink 8'           |              |        |
|                   | Tremulant         |              |        |
|                   | Crescendosvällare |              |        |

#### Kororgel
1975 byggde Walter Thür Orgelbyggen AB, Torshälla en mekanisk orgel med slejflådor. Tonomfånget är på 56/30.
| Manual         | Pedal      | Koppel  |
| Gedackt 8'     | Subbas 16' | Man/Ped |
| Principal 4'   |            |         |
| Koppelflöjt 4' |            |         |
| Waldflöjt 2'   |            |         |
| Scharf II      |            |         |

## Kända gravsatta
- Hans Lidman
- Johan Erik "Lim-Johan" Olsson

### Webbkällor
- Ovanåkers församling informerar
- byggnadspresentation
- Se - Hälsingland informerar[död länk]
- Information från www.kyrkokartan.se